# 果钳虾属
果钳虾屬（學名：Caryosyntrips）是恐蝦綱放射齒目底下的一個屬，旧译胡桃钳虫。底下有三個物種分別為鋸齒果钳虾（學名：Caryosyntrips serratus）、彎鉤果钳虾（學名：Caryosyntrips camurus）和硬爪果钳虾（學名：Caryosyntrips durus）。化石分布於寒武紀的西班牙、美國、中国和加拿大。果钳虾屬最明顯的特徵是其14個分節的前附肢。果钳虾曾被視爲射齒目下的一屬，不過因為它們前附肢結構的特殊性，已經被移出射齒目，並在之後的研究中被置於歐巴賓蟲科與放射齒目之間。

## 發現

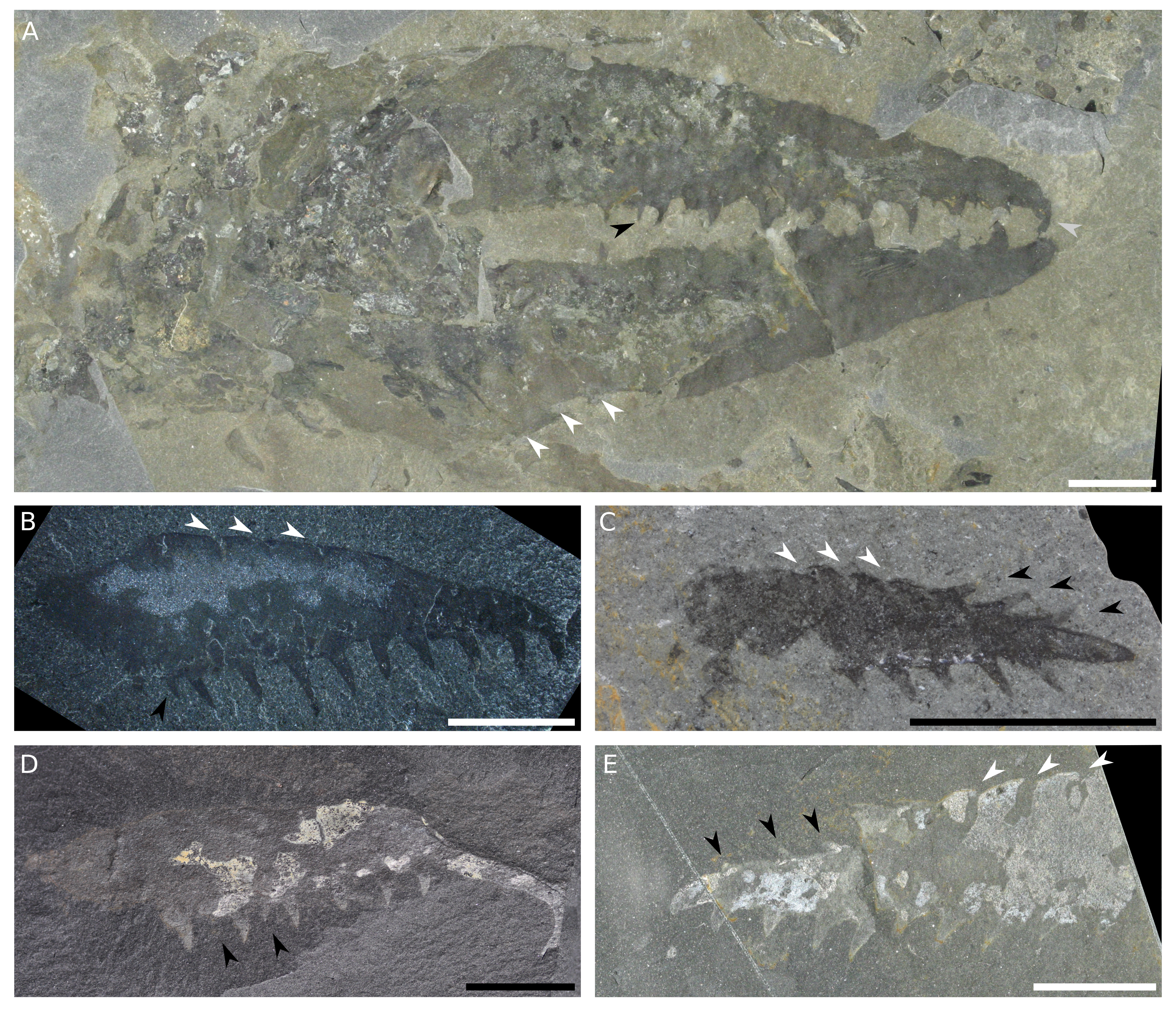
彎鉤果钳虾的五個標本照片

果钳虾分布於在加拿大英屬哥倫比亞省幽鶴國家公園的伯吉斯頁岩（Burgess Shale Formation）、西班牙的瓦爾德米德斯组（Valdemiedes Formation）、美國猶他州惠勒頁岩段（Wheeler Shale）、蘭斯頓组（Langston Formation）、中国云南的红井哨组马龙生物群和美国犹他州斯潘塞页岩段（Spence Shale）。
鋸齒果钳虾的正模標本（Holotype）為ROM 57161；副模標本（Paratype）為ROM 59497、ROM 59498、ROM 59499、ROM 59502；彎鉤果钳虾的正模標本為ROM 59503，副模標本是ROM 59501，還有其餘為ROM 59500、59598、59599、KUMIP 314275；硬爪果钳虾的正模標本為KUMIP 314071，副模標本是ROM 59501。

## 命名
Caryosyntrips是由希臘語的karyon（堅果）和syntrips（一個在廚房打破鍋碗瓢盆的惡魔神話，後指鉗子或是粉碎機）所構成，因為果钳虾的前附肢外觀非常相似胡桃鉗。鋸齒果钳虾的種小名為serratus，意思是邊緣鋸子狀；彎鉤果钳虾的種小名為camurus，意思是彎曲的；硬爪果钳虾的種小名為durus，意思是堅硬。

## 外觀

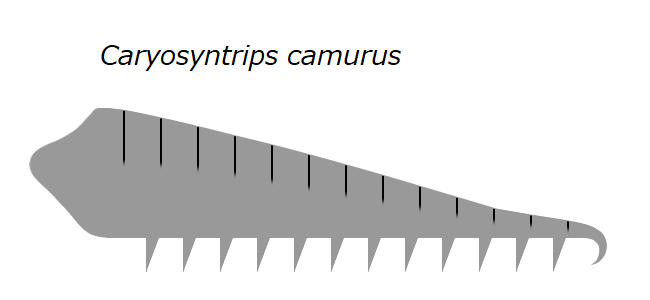
彎鉤果钳虾的的前附肢復原圖
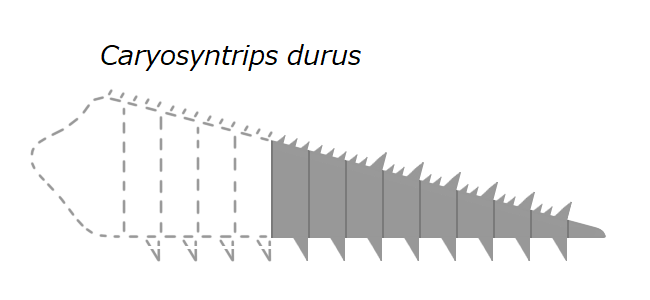
硬爪果钳虾的前附肢復原圖，虛線是化石中保存不良的部分。
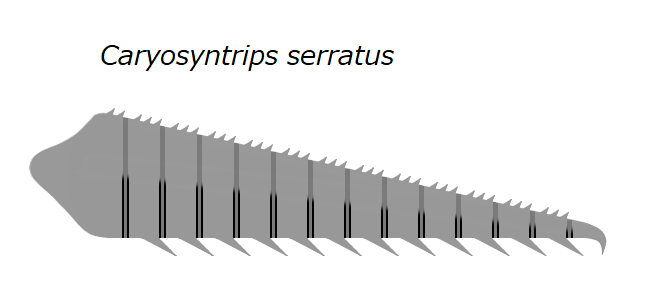
鋸齒果钳虾的前附肢復原圖。

果钳虾的前附肢長度範圍可。

## 分類

### MPZ 2009/1241

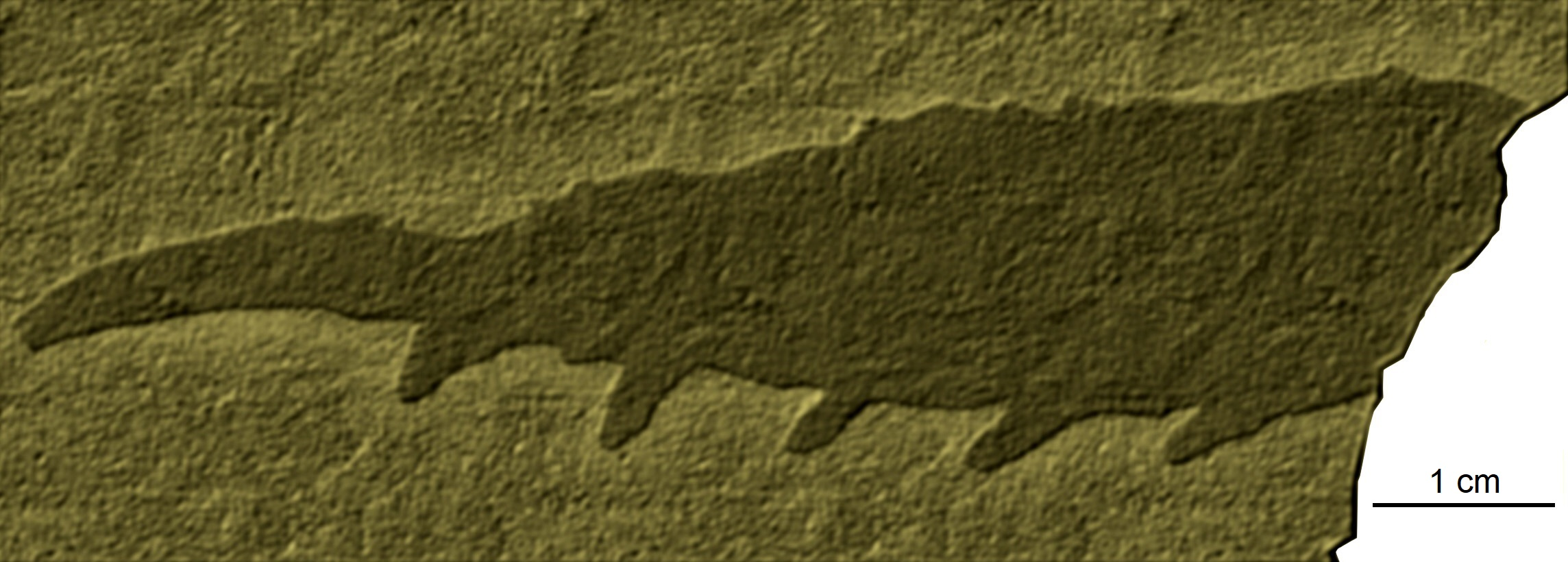
在西班牙發現的化石，編號為MPZ 2009/1241，此化石因保存不清，因化石的主人是和物種而有爭議。

1996年，西班牙學者埃拉迪奧·林安等人發表了一塊出土於西班牙北部的化石，編號為MPZ 2009/1241，此標本未被命名前被認為是葉足動物的部分全身化石；直到2011年才正式將标本命名為穆雷羅足蟲（Mureropodia）。2017年，史蒂芬·帕茨（Stephen Pates）和艾莉森·C·戴利（Allison C. Daley）發表的論文將MPZ 2009/1241訂為彎鉤果钳虾可能種（Caryosyntrips cf. camurus），而非葉足動物。